# Aron Tiranul
Aron Tiranul (anche noto come Aron Emanoil o Emanuel Aaron; ... – Vințu de Jos, 1597) fu voivoda di Moldavia per due volte: tra il settembre 1591 ed il giugno 1592 e dal 24 ottobre 1592 al 3 maggio 1595.
Emanuel Aaron "il Tiranno" (Tiranul) era figlio di Alexandru Lăpușneanu. Venne posto sul trono di Moldavia grazie all'appoggio del ricco ed influente ebreo Solomon Ashkenazi. Aron dovette versare all'Impero ottomano una cifra di un milione di fiorini e, una volta al potere, aumentò le tasse per rifarsi della spesa. Nonostante dovesse il suo trono ad Ashkenazi, avviò una persecuzione antisemita che gli permise di sbarazzarsi dei suoi creditori ebrei. La condotta spregiudicata di Aron costrinse la Sublime porta ad intervenire ed il voivoda venne deposto.
Aron venne rapidamente rimesso al potere grazie alle pressioni dei suoi creditori. Deciso a sbarazzarsi del protettorato ottomano, il voivoda di Moldavia strinse un'alleanza (5 novembre 1594) con il voivoda di Valacchia, Michele il Coraggioso, entrando nella Lega Santa patrocinata da papa Clemente VIII e guidata nei Balcani dal principe transilvano Sigismondo Báthory. Alla scelta di Aron devono aver concorso anche motivazioni dinastiche: Tiranul aveva infatti sposato Stanca Cantacuzino, figlia di Andronico Cantacuzino e membro della medesima famiglia cui apparteneva, per parte di madre, il Drăculești Michele di Valacchia.
Aron mosse guerra ai turchi, riuscendo a scacciarli da parte della Dobrugia nel 1595, sconfiggendoli lo stesso anno anche a Bender, ma senza conquistarne la fortezza
. L'hetman che aveva guidato le truppe moldave contro gli ottomani, il rom valacco Ștefan Răzvan, sfruttò il suo grande ascendente sull'esercito per spodestare Aron. Mentre Răzvan assumeva il potere a Iași, Aron e la sua famiglia vennero catturati dagli uomini di Sigismondo Báthory che aveva appoggiato l'usurpatore deciso a trasformare la Moldavia in un protettorato della Transilvania. Imprigionato nel castello di Alvinc (Vințu de Jos), Aron venne avvelenato per ordine di Báthory e poi seppellito nella chiesa ortodossa di Alba Iulia.